# Helictotrichon tianschanicum
Helictotrichon tianschanicum är en gräsart som först beskrevs av Roman Julievich Roshevitz, och fick sitt nu gällande namn av Johannes Jan Theodoor Henrard. Helictotrichon tianschanicum ingår i släktet Helictotrichon och familjen gräs. Inga underarter finns listade i Catalogue of Life.